# Pipturus platyphyllus
Pipturus platyphyllus är en nässelväxtart som beskrevs av Hugh Algernon Weddell. Pipturus platyphyllus ingår i släktet Pipturus och familjen nässelväxter. Inga underarter finns listade i Catalogue of Life.